# Telipogon jimburensis
Telipogon jimburensis är en orkidéart som beskrevs av Dodson och Rodrigo Escobar. Telipogon jimburensis ingår i släktet Telipogon och familjen orkidéer. Inga underarter finns listade i Catalogue of Life.